# Johannes ǀGaseb
Johannes ǀGasebKlicklaut (* 19. März 1946 in Usakos, Südwestafrika) ist ein ehemaliger namibischer Politiker der Demokratischen Turnhallenallianz (DTA).
ǀGaseb war von 1989 bis 1990 Mitglied der Verfassunggebenden Versammlung Namibias und anschließend bis 2005 Mitglied der Nationalversammlung. ǀGaseb war Schattenminister für Umwelt und Tourismus.
Der ausgebildete Schullehrer lebte zuletzt in Khorixas.